# 北海道滝川高等学校
北海道滝川高等学校（ほっかいどう たきかわこうとうがっこう、Hokkaido Takikawa High School）は、北海道滝川市緑町四丁目にある公立（道立）高等学校。
廃校となった近隣の北海道赤平高等学校（前身高校も含む）および北海道歌志内高等学校の証明書発行事務を承継している。

## 教育課程
全日制課程
- 普通科
- 理数科

定時制課程
- 普通科

## 沿革
- 1929年
  - 4月16日 - 文部省告示第224号を以って、北海道滝川高等女学校（滝川町立）として設置認可される。
  - 5月10日 - 滝川第一尋常小学校の一部を仮校舎として開校する。
  - 12月26日 - 現在地に移転する。
- 1931年4月1日 - 北海道庁立滝川高等女学校となる。
- 1948年
  - 4月1日 - 学制改革により、北海道滝川女子高等学校となる。新十津川分校を設置。
  - 11月1日 - 定時制課程が設置認可される。
- 1949年
  - 5月1日 - 赤平分校と同分校茂尻分教室（後の北海道赤平東高等学校、1990年閉校）を設置。
  - 11月1日 - 赤平分校が北海道赤平高等学校として独立。茂尻分教室は、同校の分校となる。
- 1950年4月1日 - 高等学校再編成により、北海道滝川東高等学校となる。同時に通学区規制の制定により、男女共学となる。
- 1951年 - 浜益分校を設置（後の北海道浜益高等学校）。
- 1952年 - 新十津川分校が北海道新十津川高等学校（現在の北海道新十津川農業高等学校）として独立。
- 1954年4月1日 - 北海道滝川高等学校となる。
- 1994年4月1日 - 全日制普通科1学級減により、1学年普通科6学級、理数科1学級となる。
- 1996年4月1日 - 服装完全自由化となる。
- 1999年10月9日 - 創立70周年記念式典挙行。
- 2008年4月1日 - 全日制普通科1学級減により、1学年普通科5学級、理数科1学級となる。
- 2009年10月31日 - 創立80周年記念式典挙行。
- 2013年4月1日 - 文部科学省　スーパー・サイエンス・ハイスクール（SSH）指定校となる（～2017年度まで）。
- 2018年4月1日 - 文部科学省　スーパー・サイエンス・ハイスクール（SSH）指定校　経過措置　となる。
- 2019年4月1日 - 文部科学省　スーパー・サイエンス・ハイスクール（SSH）指定校［第Ⅱ期］となる（～2023年度まで）。

## 課外活動
体育系部活動
- 硬式野球部
- 軟式野球部
- 陸上部
- 卓球部
- バレーボール部
- テニス部
- ソフトテニス部
- バスケットボール部
- バドミントン部
- サッカー部
- 剣道部
- 弓道部
- スキー部
- 水泳部

文化系部活動
- 美術部
- 写真部
- 科学部
- アニメーション部
- クッキング部
- 茶道部
- 書道部
- 演劇部
- 国際交流部

外局
- 放送局
- 新聞局
- 吹奏楽局
- 図書局

同好会
- 囲碁・将棋同好会
- 山岳同好会

## 著名な出身者
- あさりよしとお：漫画家
- 高石ともや：歌手
- 木津川昭夫：詩人
- 工藤準基：札幌テレビ放送アナウンサー
- 坂上孝幸：工学者
- 佐古和廣：第3代名寄市立大学学長、名寄市立総合病院院長[1]
- 澁谷雅弘：法学者
- ジンギスキャン：お笑いコンビ
- 寺岡のぞみ：フリーアナウンサー
- 鉢呂吉雄：第15代経済産業大臣、参議院議員（1期）、衆議院議員（7期）
- 藤田修：北海道大学教授、日本マイクログラビティ応用学会会長、国際燃焼学会副会長
- 前田康吉：滝川市長、北海道議会議員（2期）、滝川市議会議員（1期）
- レオナルド熊：コメディアン（中退）
- 河原和音：日本の漫画家